# Zaira cinerea
Zaira cinerea är en tvåvingeart som först beskrevs av Fallen 1810.  Zaira cinerea ingår i släktet Zaira och familjen parasitflugor. Arten är reproducerande i Sverige. Inga underarter finns listade i Catalogue of Life.